# Jørgen Weel
Jørgen Weel, född 13 augusti 1922 i Frederiksberg, död 16 juni 1993 i Gentofte, var en dansk skådespelare.

## Roller i urval
- 1951 – Det sande ansigt
- 1960 – Frihetskämpar
- 1964 – Bocken oroar stan
- 1966 – Huka dej, Fred – dom laddar om!
- 1969 – Tänk på ett tal
- 1973 – Olsenbandet slår till
- 1977 – En by i provinsen (TV-serie)
- 1977 – Huset på Christianshavn (TV-serie)
- 1980 – Matador (TV-serie)
- 1981 – Olsen-bandens flugt over plankeværket